# Малая Абхазия
Ма́лая Абха́зия — исторический термин, введенный в оборот в середине XIX в. рядом российских авторов (Ф. Боденштедт, Ф. Торнау, В. Потто и др.)
Некоторые из них называют им Джигетию — территорию от реки Бзыбь, до реки Хоста. У других авторов (В. Потто и др.) Малая Абхазия — это область расселения абазин на Северном склоне Кавказа.
Вопрос об этнической принадлежности населения Джигетии остается дискуссионным между черкесами (адыгами) и абхазами. Соседние абхазы называли джигетов словом «асадзуа» (садзы), применяя этот же термин и по отношению к убыхам. Абхазское название Джигетии — Садзен, убыхское — Джыхы.
Командующий черноморской береговой линией генерал Раевский отождествлял джигетов и убыхов.
Некоторые учёные трактуют термин «Малая Абхазия» применительно к территории, населенной абхазами, но неподконтрольной владетельным князьям Абхазии Шервашидзе (Чачба). Но это пояснение не удовлетворительно, так как вопрос об этнической принадлежности джигетов остается спорным. С другой стороны, Цебельда (Дал) — несомненно абхазское общество ущелья Кодора, было тоже неподконтрольно князьям Шервашидзе (Чачба), и по этой логике, его тоже следует отнести к «Малой Абхазии», однако оно нигде под таким маркером не фигурирует.
В грузинских источниках территория за Абхазией фигурирует под названием Джикети, которое также применялось и по отношению ко всей Черкесии.

Составленная в 1745 году «География Грузии» Вахушта сообщала следующее:

О Джикетии. За Абхазией, с западной стороны реки Каппетис-цкали, находится страна, которая со времени появления Багратионов (с 575 года) до сего года (1745 г.) называется Джикетией; Жизнь (история) же Вахтанга Горгасала Джикетией называет страну, лежащую на северной стороне Кавказского хребта, до моря. Современная Джикетия граничит: с востока рекою Каппетис-цкали, с запада и юга Чёрным морем и с севера Кавказским хребтом. Страна эта одинакова с Абхазией своим плодородием, породой скота, порядками и обычаями народа … Первоначально и джики были христианами, но ныне тут христианство в забвении. Что же касается одежды, оружия и вооружения, то все это у джиков и абхазцев такое же, как у черкесов.

Язык джигетов, зафиксированный турецким путешественником XVII века Эвлия Челеби, идентифицируется как черкесский (адыгский).
В 1840 на территории Малой Абхазии было образовано Джигетское эриставство. Джигеты в полном составе выселились в Турцию в 1864 году, во время выселения черкесов по окончании Кавказской войны.
Джигетия ныне соответствует южной части Городского округа Сочи Краснодарского края и северо-западной Абхазии до реки Бзыбь.